# Salvatore Pirisi
Salvatore Pirisi (Nuoro, 15 giugno 1927 – Nuoro, 4 dicembre 1990) è stato un pittore italiano.

## Biografia
Diplomato maestro d'arte in architettura presso l'Istituto statale d'arte Filippo Figari di Sassari, appena diciannovenne allestì la sua prima mostra personale a Nuoro, inaugurata il 10 febbraio 1946 dall'allora sottosegretario Pietro Mastino e presentata in catalogo da Raffaello Marchi.
In seguito, oltre a varie mostre personali, ha partecipato a quasi tutte le esposizioni regionali e nazionali tenutesi in Sardegna dal 1952 in poi. Tra le rassegne collettive fuori dal territorio isolano alle quali ha preso parte, la mostra dei pittori sardi a Bologna nel 1952, la collettiva dei pittori sardi in Corsica nel 1955, il IX premio “Città di Terni” nel 1958, la XI mostra nazionale biennale di pittura di Pontedera nel 1961, l'estemporanea nazionale di pittura di Ravenna nel 1962, l'estemporanea nazionale di pittura di Bormio nel 1963 e poi ancora a Ravenna, in cui gli viene assegnata la coppa del Presidente del Consiglio, la XIV mostra nazionale di arti figurative di Avezzano, l'estemporanea nazionale “Premio Mugello” a Firenze, e,  sempre nel 1963, la VII mostra estemporanea internazionale “Vincenzo Cardarelli” a Tarquinia, in cui si aggiudica il primo premio.
Nel 1965 espone alla mostra della pittura italiana di Zurigo organizzata dall'Istituto europeo di storia dell'arte e alla mostra rappresentativa nazionale “Biennale delle regioni” ad Ancona. Nel 1971 partecipa alla collettiva di pittori sardi in Egitto, al Cairo.
Fra le opere grafiche, le illustrazioni per il romanzo Il salto del fosso di Romano Ruju e per il volume Nuoro in pelèa. Dopo "Il giorno del giudizio" di Salvatore Satta.
Contemporaneamente all'attività pittorica, Pirisi, dopo anni di insegnamento del disegno nelle scuole medie cittadine, divenuto consulente tecnico-artistico dell'I.S.O.L.A., contribuì alla rivitalizzazione dell'artigianato locale e allestendo esposizioni di manufatti artigianali sardi in Italia e all'estero.

## Premi e riconoscimenti
- 1952: premio del comune di Nuoro alla mostra regionale di pittura contemporanea;
- 1957: premio del comune di Macomer alla I Biennale nazionale “Premio Sardegna”;
- 1959: 7º premio alla II Biennale nazionale “Premio Sardegna” a Macomer;
- 1961: premio “Giovanni Ciusa Romagna” alla mostra nazionale estemporanea della città di Olbia;
- 1963: premi a varie mostre nazionali (Bormio, Ravenna, Mugello) e primo premio assoluto e medaglia d'oro del capo dello Stato a Tarquinia alla VII mostra estemporanea internazionale.
- 1964: Premio “Hotel Dante” e medaglia d'argento alla mostra nazionale estemporanea "Contea di Bormio".
- 1965: Diploma d'onore alla “Biennale delle regioni” ad Ancona.